# Transurethrale Resektion
Die transurethrale Resektion (TUR) ist eine urologische Operationstechnik, bei der erkranktes Gewebe aus Harnblase oder Prostata abgetragen wird. Die Operation erfolgt endoskopisch durch die Harnröhre ohne äußeren Schnitt und in der Regel unter Vollnarkose oder mittels Spinalanästhesie einschließlich einer Obturatorius-Blockade. Umgangssprachlich wird die TUR auch als Hobelung bezeichnet.

## Technik
Die TUR ist das älteste Verfahren der minimalinvasiven Chirurgie. Sie wird mit Hilfe eines Resektoskops durchgeführt. Ein modernes Rückspülresektoskop besteht aus einem in der Harnröhre atraumatisch ruhenden Außenschaft mit einem Kanal für die Flüssigkeitszufuhr und einem für die Absaugung. Der Innenschaft enthält die Optik samt Transporteur für die Längsbewegung der Resektionsschlinge. An die Optik werden die Lichtquelle sowie eine Videokamera angeschlossen.
Für die TUR wird eine Drahtschlinge genutzt, über die ein elektrischer Strom fließt. Damit wird erkranktes Gewebe in der Harnblase oder Prostata schichtweise abgetragen. Abgetragenes Gewebe wird in der Regel histologisch untersucht. Auftretende Blutungen werden elektrisch verödet (Kauterisierung). Das physikalische Prinzip entspricht dem der Hochfrequenz-Chirurgie. Während der Operation wird kontinuierlich eine Spülflüssigkeit über das Resektoskop eingebracht und kontrolliert abgesaugt; dadurch entsteht eine konstante Blasenfüllung und gute Sicht. Diese Lösung ist bei der klassischen monopolaren Resektion semihypoosmolar und  elektrolytfrei. Die  Elektrolytfreiheit ist in der Notwendigkeit einer geringen Leitfähigkeit begründet. Typischerweise bestehen die Spüllösungen aus 1,5-prozentigem Glycin (theoretische Osmolarität 299 mosmol/L) oder einem Gemisch aus 1 Prozent Sorbitol  und zwei Prozent Mannitol (theoretische Osmolarität 164 mosmol/L).
Am Ende der Operation wird das resezierte Gewebe ausgespült und nach ausreichender Blutstillung ein Spülkatheter eingelegt.
Neben der klassischen monopolaren Resektion, welche die Verwendung elektrolytfreier Spülflüssigkeiten verlangt und daher mit der Gefahr eines sogenannten TUR-Syndroms (s. u.) einhergeht, gibt es mittlerweile auch bipolare Resektoskope. Neu entwickelte Hochfrequenzgeneratoren erlauben den Einsatz von isotonischer Kochsalzlösung als Spülflüssigkeit.
Besteht ein Divertikel mit einem papillären Tumor (pTa), kann dieser mittels Laserskalpell abgetragen werden. Auf Grund der dünneren Außenwand des Divertikels bestünde bei einer TUR mittels Drahtschlinge die Gefahr der Perforation der Divertikelwand, wodurch Urin in den Bauchraum abfließen könnte. Sowohl die hohen Kosten, als auch die nicht ganz einfach zu beherrschende Technik mittels Laser stehen der breiten Anwendung entgegen.

## Anwendungsarten

### Transurethrale Resektion der Blase
Die transurethrale Resektion der Harnblase (TURB oder TUR-B) wird zur Behandlung des oberflächlichen Blasenkrebses genutzt. Zur postoperativen Spülung der Blase sind in der Regel mehrere Liter physiologischer Kochsalzlösung  erforderlich. Zur  nachfolgenden Versorgung werden in der Regel die verschiedenen Urinbeutel eingesetzt. Bei eventuell nötigen Nachresektionen kommen auch lokale Instillationen von BCG oder Mitomycin zur Anwendung.
Nach der Entfernung des Spülkatheters kann für einige Tage ein imperativer Harndrang bestehen, der das Tragen einer Windel notwendig macht.

### Transurethrale Resektion der Prostata
Die transurethrale Resektion der Prostata (TURP oder TUR-P) ist ein Standardverfahren zur Beseitigung von Hindernissen für den Harnabfluss durch die Prostata. Es wird dabei nur der innere Anteil der Prostata entfernt, welcher der Harnröhre zugewandt ist. Das periphere Prostatagewebe und die Organkapsel verbleiben, weiterhin geschont werden Samenhügel und Harnröhrenschließmuskel. Zumeist wird sie zur Behandlung der gutartigen Vergrößerung der Prostata (benigne Prostatahyperplasie) eingesetzt. Eine TUR-P kann aber auch bei anderen Abflusshindernissen genutzt werden, z. B. durch Prostatakrebs.

## Komplikationen
Neben allgemeinen Operations-  oder Anästhesierisiken (Infektion, Blutung, Narben, Herz-Kreislauf-Störung, Thrombose usw.) gibt es auch spezielle Risiken der TUR:
- TUR-Syndrom (monopolare TUR) : Volumenbelastung und Elektrolytverschiebung (Natriummangel) infolge Einschwemmung hypotoner Spülflüssigkeit führen zu Herz-Kreislauf-Belastung bis zu akuter Rechtsherzinsuffizienz. Symptome sind Übelkeit, Erbrechen, Verwirrtheit und Unruhe.[6][7]
- Stressinkontinenz: Eine Verletzung des äußeren Schließmuskels kann zu einer Inkontinenz führen. Eine oft nach Katheterentfernung beobachtete Dranginkontinenz kann durch eine Reizung der Blase, eine Infektion oder ein postoperatives Ödem bedingt sein und klingt in der Regel in einem Zeitraum von drei Monaten ab.
- Verletzung von Harnleiter oder Harnröhre: Es können sich Verengungen der Harnröhre (Strikturen) bilden. In seltenen Fällen kann es zur Verletzung der Einmündung der Harnleiter mit der Folge eines Harnrückstaus in die Niere kommen.
- Verletzung der Prostatakapsel mit Austritt von Flüssigkeit ins kleine Becken
- Blasenhalssklerose
- Entzündungen von Hoden oder Nebenhoden
- Retrograde Ejakulation bei ca. 65 % der Operierten[8]
- selten wird auch eine Impotenz beobachtet.

## Geschichte
Die Voraussetzungen für die TURB als Operationstechnik wurde durch die Entwicklung des elektrisch beleuchteten Zystoskops durch Max Nitze ab 1879 geschaffen. Nitze entwickelte später auch Operationszystoskope und führte die Kauterisierung bei der Abtragung von Blasentumoren ein.
Obwohl bereits Ambroise Paré im 16. Jahrhundert Harnabflusshindernisse mit einer scharfen Hohlsonde durch die Harnröhre abtrug, entwickelte sich die moderne TURP später als die TURB. Eine Vorläufermethode der heutigen TURP war die transurethrale Stanzresektion der Prostata (»cold punch«), die 1909 von Hugh Hampton Young (1870–1945) eingeführt wurde. George Luys führte 1913 die ersten Koagulationen von kleineren Prostataadenomen mit Hilfe von Hochfrequenzstrom durch (forage de la prostate).
Max Stern (1873–1946) kombinierte 1926 Youngs Stanzinstrument mit Zystoskop und Elektroschlinge und führte den Begriff Resektoskop ein. Er schuf damit den Prototyp des heutigen Resektoskops. Mit den 1931 vorgenommenen Verbesserungen durch Joseph Francis McCarthy (1874–1965) wurde das Instrument als Stern-McCarthy-Resektoskop bekannt.
In den 1970er Jahren wurde die Dauerspülung durch José Iglesias de la Torre (1904–1979) popularisiert. Iglesias’ Instrument beruhte jedoch auf zunächst nicht genannten Vorarbeiten von Hans Joachim Reuter (1923–2003) in Kooperation mit der Fa. Storz.
Im Jahr 1986 wurde durch Hultén und seine Mitarbeiter bei der transurethralen Prostataresektion die Hinzufügung von Ethanol zur Spülflüssigkeit und die Messung der Alkoholkonzentration in der Ausatemluft der Patienten zur frühzeitigen Erkennung der Menge eingeschwemmter Spülflüssigkeit eingeführt.